# Пучкова, Любовь Ивановна
Любо́вь Ива́новна Пучко́ва (21 сентября 1922 — 21 октября 2013) — советский учёный в области технологии хлебопекарного производства и педагог.

## Биография
Любовь Ивановна Пучкова родилась в подмосковной деревне Ситне-Щелканово. Её отец был одним из основателей промышленной хлебопекарной отрасли в Москве — работал на строительстве Хлебозавода-автомата Кировского района, руководил пуско-наладочными работами на хлебозаводе № 4, был первым директором строительства хлебозавода № 15.
В юности Любовь Ивановна познакомилась с основоположником советской технологии хлебопечения — Львом Яновичем Ауэрманом, который также работал вместе с ее отцом на Хлебозаводе-автомате Кировского района и хлебозаводе № 4. В 1940 году она окончила среднюю школу в Москве, в 1945 году — Московский технологический институт пищевой промышленности и осталась работать на кафедре «Технология хлебопекарного производства».

## Трудовая деятельность
С сентября 1945 года по октябрь 2013 года Пучкова работала на кафедре «Технология хлебопекарного производства»: сначала в должности ассистента, с 1957 года — в должности доцента, а с 1972 года — в должности профессора. В 1953 году она защитила диссертацию на соискание ученой степени кандидата технических наук, а в 1971 году — на соискание учёной степени доктора технических наук.
С 1976 по 1992 годы являлась заведующей кафедрой «Технология Хлебопекарного производства»; разработала стратегию подготовки специалистов для хлебопекарной отрасли, методологию оценки свойств сырья, полуфабрикатов и готовой продукции, создала несколько научной школы по технологии применения жировых продуктов в хлебопечении. Подготовила более 50 кандидатов наук и 6 докторов наук, множество инженеров-технологов.
Пучкова — один из соавторов ученика по «Технологии Хлеба», рекомендованного Министерством образованием для высших учебных заведений. Ею опубликовано в соавторстве более 500 научных трудов, монографий, практикумом, учебно-методических пособий, статей в советских и международных отраслевых журналах. Пучкова — один из организаторов Всесоюзного заочного института пищевой промышленности (ВЗИПП), в настоящее время — Московского государственного университета технологий и управления имени К. Г. Разумовского. В течение многих лет была членом экспертного совета ВАКа СССР, членом редколлегии журналов:«Хлебопекарная и кондитерская промышленность», «Известия ВУЗов. Пищевая технология», была бессменным членом диссертационных советов МТИПП (МГАПП, МГУПП).

## Сочинения
- Использование фосфатидных концентратов в хлебопечении: диссертация… кандидата технических наук    — Москва, 1952. — 261 с.: ил.
- Повышение эффективности применения жировых продуктов в хлебопечении: диссертация… доктора технических наук  — Москва, 1971. — 505 с.: ил.
- Лабораторный практикум по технологии хлебопекарного производства [Текст]: [Для технол. специальностей вузов пищевой пром-сти]. — 2-е изд., перераб. и доп. — Москва: Пищ. пром-сть, 1971. — 191 с.: ил.; 22 см.
- Применение эфиров пропиленгликоля и жирных кислот при приготовлении хлеба: Обзор // — Москва: Центр. науч.-исслед. ин-т информации и техн.-экон. исследований пищевой пром-сти М-ва пищевой пром-сти СССР, 1971. — 28 с.: ил.; 21 см.
- Лабораторный практикум по технологии хлебопекарного производства: [Для вузов по спец. «Технология хлебопекар., макарон. и кондитер. пр-ва»] / Л. И. Пучкова. — 3-е изд., перераб. и доп. — Москва: Лег. и пищ. пром-сть, 1982. — 232 с.: ил.; 20 см.